# Einach (Gengenbach)
Einach ist ein Wohnplatz der Stadt Gengenbach im Ortenaukreis.

## Geografie
Einach liegt im Hüttersbacher Tal, einem kleinen Seitental des vorderen Kinzigtals im Mittleren Schwarzwald südöstlich von Gengenbach. Durch Einach fließt das Hüttersbächle, welches in die Kinzig mündet. In das Hüttersbächle mündet der Brunnentobel. Hinter dem Wohnplatz liegt dann der Schwaibacher Ortsteil Hüttersbach. Zu Einach gehört auch ein Teil des Abtsberges, auf welchem zwei Altenheime stehen.

## Geschichte
Erstmals erwähnt wurde Einach 1297 als Einote, 1521 dann als Einetbach und noch im selben Jahr als Einach. Einach wurde zur Versorgung der Mönche des Gengenbacher Klosters landwirtschaftlich erschlossen. In Einach steht die Villa Felseneck, welche früher einem Unternehmer gehörte. In den 1920er Jahren wurde sie an die Franziskanerinnen verkauft und diente als Altersruhesitz für Ordensschwestern und später als katholische Fachschule für Sozialpädagogik für die Ausbildung von Heilpädagogen. 2013 verkauften die Franziskanerinnen das Gebäude wegen mangelnder Auslastung an einen Privatmann.

## Wirtschaft und Infrastruktur

### Wirtschaft
In Einach gibt es mehrere Bauernhöfe und Ferienwohnungen. Zudem stehen auf dem Abtsberg zwei Altenheime.

### Verkehr
Vor Einach führen die Kreisstraße 5336 und die Trasse der Schwarzwaldbahn durch. Durch Einach fahren Schulbusse an das Schulzentrum in Gengenbach.